# Finn (Guerre stellari)
Finn, il cui codice da assaltatore è FN-2187, è un personaggio dell'universo cinematografico di Guerre stellari, tra i protagonisti della trilogia sequel; si tratta di uno stormtrooper del Primo Ordine che, scioccato dalle violenze da esso perpetrato, decide di fuggire unendosi alla Resistenza. È interpretato da John Boyega, che ha ricevuto elogi per la sua interpretazione.

## Concezione e sviluppo
Durante la pre-produzione il personaggio si chiamava "Sam" e l'idea della sua caratterizzazione venne allo sceneggiatore Lawrence Kasdan: mentre si pensava al ruolo per il protagonista maschile della nuova trilogia, Kasdan propose di renderlo uno stormtrooper fuggitivo.
Per i ruoli di Finn e di altri nuovi personaggi di Guerre stellari per Il risveglio della Forza, il regista J.J. Abrams cercò intenzionalmente attori sconosciuti, poiché voleva che il pubblico vedesse in loro i personaggi che interpretavano. John Boyega, che aveva impressionato Abrams nel suo ruolo di debutto nel film di fantascienza britannico Attack the Block, è stato invitato a fare un provino per il ruolo di Finn, un processo che è durato sette mesi prima che venisse scelto. Kathleen Kennedy, una dei produttori de Il risveglio della Forza, ha dichiarato che Boyega è sempre stato la prima scelta per il ruolo di Finn, ma che hanno condotto ugualmente una ricerca accurata per essere completamente sicuri.
Il nome in codice da stormtrooper di Finn, FN-2187, è un riferimento al numero della cella in cui è stata detenuta la Principessa Leila nel film originale di Guerre stellari. "Cell 2187", a sua volta, fa riferimento al cortometraggio 21-87 di Arthur Lipsett.
Abrams ha dichiarato che è stata intenzionale la scelta di non dare a Finn un cognome nel materiale promozionale de Il risveglio della forza, suggerendo che il suo nome completo e il suo passato sarebbero stati rivelati nei film futuri. Tuttavia, il film stesso ha rivelato che "Finn" è un soprannome datogli da Poe Dameron in base al suo codice da stormtrooper. Nel 2021, durante la produzione del film Cherry, l'attore del Marvel Cinematic Universe Tom Holland ha rivelato di aver anche fatto un provino per il ruolo di Finn prima che Boyega fosse scelto.

## Caratterizzazione
Boyega ha affermato che l'arco narrativo di Finn ne Il risveglio della Forza riflette per certi versi il passaggio dalla giovinezza all'età adulta, in quanto il personaggio deve diventare responsabile, imparare ad agire con la propria testa e a trovare la propria vocazione in un quadro più ampio dopo aver lasciato il Primo Ordine. Ha anche notato che Finn tende ad agire seguendo il proprio istinto.
Inizialmente Finn avrebbe dovuto essere accompagnato da Poe nel suo viaggio a Cantonica ne Gli ultimi Jedi, ma lo sceneggiatore/regista Rian Johnson ha trovato la loro trama piatta in quanto si è reso conto che i loro dialoghi erano intercambiabili. Ciò ha portato alla creazione del personaggio Rose Tico, che avrebbe sfidato e contrastato Finn.
Ne L'ascesa di Skywalker, Finn cerca per tutto il film di confessare a Rey qualcosa che però non vuole dire davanti a Poe, ma questa sottotrama non viene mai risola all'interno del film. In molti hanno ipotizzato che Finn volesse rivelare a Rey di essere innamorato di lei, ma Boyega lo ha negato su Twitter. Il romanzo tratto dal film rivela che Finn è sensibile alla Forza e che presumibilmente era questo ciò che voleva dire a Rey. Poco dopo l'uscita del film, Abrams ha confermato che Finn era davvero sensibile alla Forza poco dopo la prima del film. Il romanzo afferma che anche Rey lo ha intuito, speculando sul tipo di Jedi che potrebbe diventare.

## Apparizioni
Il risveglio della Forza 
Prelevato dalla sua famiglia in giovane età e venduto al Primo Ordine, gli viene assegnato il nome in codice FN-2187 ed entra a far parte dell'esercito di stormtrooper in continua espansione e viene addestrato per gran parte della sua vita al fine di diventare un soldato efficace, leale e spietato sotto la supervisione del capitano Phasma e di Kylo Ren.
La sua prima missione si svolge sul pianeta Jakku, dove resta inorridito dalla brutalità mostrata dal Primo Ordine; quando Ren non riesce a ottenere una mappa che porta allo scomparso Luke Skywalker, ordina il massacro di un villaggio di civili e FN-2187 è l'unico a rifiutarsi di eseguire abbassando la propria arma. Accorgendosi della sua incapacità di uccidere, Phasma e Ren decidono di perfezionare il suo condizionamento; lo stormtrooper decide di disertare e salva il pilota della Resistenza Poe Dameron (catturato dai nemici) per farsi aiutare nella fuga.
I due scappano e Poe ribattezza FN-2187 "Finn", ma il loro veicolo viene abbattuto e si schiantano nuovamente su Jakku. Finn non trova Poe e lo dà per morto, quindi indossa la giacca del pilota e va in cerca della civiltà Si imbatte nel droide astromeccanico BB-8, di proprietà di Poe, ora sotto le cure della spazzina Rey. BB-8 riconosce la giacca di Poe e Rey scambia Finn per un membro della Resistenza in quanto sa il droide contiene parte di una mappa che conduce a Luke; Finn decide di stare al gioco così che Rey lo aiuti a portare BB-8 alla Resistenza. I tre vengono braccati dal Primo Ordine e scappano sul Millennium Falcon con l'aiuto di Ian Solo e Chewbecca, che li portano da Maz Kanata su Takodana così da essere accompagnati dalla Resistenza. Finn inizialmente decide di continuare a scappare dal conflitto galattico, ma cambia idea quando il Primo Ordine sferra un attacco sulla capitale della Nuova Repubblica e Rey viene fatta prigioniera.
Finn vola alla base della Resistenza, dove si ricongiunge con Poe (sopravvissuto allo schianto) e incontra il generale Leila Organa, C-3PO e R2-D2. L'ex stormtrooper fornisce loro indicazioni sulla super arma del Primo Ordine e afferma di essere in grado di disabilitare i loro scudi ma, una volta arrivato sul pianeta con Ian e Chewbecca, ammette di aver lavorato solo nella sezione igienico-sanitaria della base. La squadra riesce a prendere in ostaggio Phasma e Finn la minaccia per costringerla a disabilitare gli scudi. Ciò consente alla Resistenza di guidare un attacco con in testa Poe, mentre Rey riesce a liberarsi e a riunirsi ai compagni. Finn assiste alla morte di Ian per mano di Ren e viene affrontato da quest'ultimo con Rey nel bosco. Cerca di combattere Kylo Ren con la vecchia spada laser di Luke per proteggere Rey, ma Ren lo sconfigge facilmente e lo mette fuori combattimento. La donna impedisce a Ren di uccidere Finn, poi lei e Chewbecca riescono a scappare dalla base Starkiller tramite il Millennium Falcon per portare Finn in coma alla base della Resistenza, così che possa essere curato.

### Prodotti correlati
Finn appare nel romanzo antologico Star Wars: Before the Awakening di Greg Rucka, incentrato sulle vite di Poe, Rey e Finn prima degli eventi de Il risveglio della Forza. Il punto di vista di Finn è presente nel romanzo del 2015 Il risveglio della forza di Alan Dean Foster.
Finn è un personaggio giocabile in Disney Infinity 3.0 , doppiato da Boyega.
 Gli ultimi Jedi 
Finn si risveglia a bordo dell'incrociatore principale della Resistenza e apprende che Rey non è lì. Più tardi, in seguito all'attacco del Primo Ordine che uccide la maggior parte dei principali leader della Resistenza e manda Leila in coma, Finn cerca di raggiungere Rey per metterla al sicuro. Rose Tico, una meccanica della Resistenza la cui sorella è morta recentemente a causa del Primo Ordine, lo scopre e lo stordisce credendo che intende disertare. Finn le spiega che il Primo Ordine ha trovato un modo per rintracciare l'incrociatore alla velocità della luce e i due ritengono di poter trovare e disattivare il localizzatore. Espongono il loro piano a Poe che chiede aiuto a Kanata, ma lei afferma di essere troppo occupata e ordina loro di trovare un maestro apri-codici in un casinò su Cantonica. Nonostante l'opposizione del vice ammiraglio Holdo, Finn e Rose, con BB-8, rubano una nave per dirigersi sul pianeta.
Inizialmente Finn è estasiato nel vedere il sontuoso lusso del casinò, ma poi Rose gli fa notare che la maggior parte dei presenti si è arricchito con la vendita di armi al Primo Ordine. Vengono arrestati per violazione di parcheggio e incarcerati con il ladro e decifratore di codici DJ. il quale li aiuta a scappare nonostante i dubbi di Finn. Il gruppo giunge a bordo della nave del Leader Supremo Snoke e si travestono da ufficiali del Primo Ordine, ma vengono sorpresi e catturati. DJ tradisce Finn e Rose, che vengono condannati a morte, ma in quel momento la Resistenza sferra un attacco durante il quale riescono a liberarsi e a combattere. Finn combatte Phasma, la quale muore, dopodiché i due e BB-8 riescono a fuggire in tempo.
Mentre il Primo Ordine prepara un attacco alla base ribelle su Crait, Finn guida un piccolo attacco per disabilitare l'arma che intendono usare per distruggere le porte blindate. Il colpo va male e Poe ordina la ritirata, ma Finn è determinato a distruggere l'arma e progetta di sacrificarsi per la sua causa, venendo salvato all'ultimo da Rose, la quale gli fa notare che le guerre si vincolo "non combattendo ciò che si odia, ma salvando ciò che si ama", dopodiché lo bacia prima di perdere i sensi a causa delle ferite. Finn riporta il corpo della donna alla base ribelle per farle avere cure e assiste con Poe alla comparsa e al sacrificio di Luke; lui e Poe guidano poi la Resistenza fuori dal pianeta e Finn si riunisce con Rey prima di scappare a bordo del Millennium Falcon.
Finn è un eroe giocabile in Star Wars Battlefront II , doppiato da Boyega. È stato aggiunto tramite il DLC de Gli ultimi Jedi. L'abito di Finn è presente nell'upgrade de L'ascesa di Skywalker.
 L'ascesa di Skywalker 
Finn, insieme a Poe, intercetta il messaggio di una spia del Primo Ordine secondo cui l'Imperatore Palpatine è tornato in vita e sta pianificando un attacco alla Resistenza e alla Nuova Repubblica sotto forma dell'Ordine Finale, un'enorme flotta di star destroyer progettati dai Sith Eterni. Finn parte quindi insieme a Rey, Poe, C-3PO e Chewbecca verso il pianeta deserto di Pasaana, dove con l'aiuto di Lando Calrissian individuano un pugnale che contiene un indizio per una bussola per il pianeta Sith Exegol. Il loro viaggio li porta a Kijimi (dove la posizione della bussola viene estratta dai file di memoria di C-3PO), e successivamente allo star destroyer dove Finn e Poe vanno a salvare Chewbecca, che è stato imprigionato dal Primo Ordine. Finn e Poe vengono catturati dagli stormtrooper e condannati a morte con Chewbecca, ma vengono salvati dal generale Hux, che rivela di essere la spia. Finn e Poe salvano Rey a bordo del Millennium Falcon e si dirigono verso il sistema Endor, dove si trova la bussola tra i relitti della seconda Morte Nera.
Su Kef Bir il gruppo incontra una squadra alleata della Resistenza, guidata da una donna di nome Jannah; Finn riconosce quest'ultima, in quanto anche lei e i suoi compagni sono ex stormtrooper ribellatesi dopo una battaglia. Finn e Jannah seguono Rey a bordo del relitto per cercare di impedirle di affrontare Ren, ma lei lo combatte e quasi uccide prima di guarirlo e partire a bordo della nave di Ren. Senza Rey e la mappa, Finn, Poe e Jannah tornano alla base della Resistenza, dove scoprono che Leila è morta. Poe viene nominato generale ad interim e Poe nomina Finn co-generale.
Finn viene a sapere dove si trova Exegol in base alle trasmissioni di Rey, e lui e Poe guidano un attacco contro le forze dei Sith Eterni; Finn e Jannah conducono specificamente un attacco di terra sulla superficie dello Steadfast. Mentre l'attacco si avvicina alla fine, Finn e Jannah vengono lasciati sulla superficie dello star destroyer danneggiato, ma poi vengono salvati da Lando e Chewbecca sul Millennium Falcon e dal resto della flotta della Resistenza; Finn attribuisce la sua fede nella salvezza a una fede nella Forza. Con la fine della guerra, Finn festeggia riunendosi con Rey e Poe.
 LEGO Star Wars Holiday Special 
Finn ha rivelato a Rey di aver scoperto di essere sensibile alla Forza, e ora si allena con lei come Jedi Padawan. Rey ferisce accidentalmente i sentimenti di Finn durante una sessione di allenamento, facendo usare a Finn una spada laser giocattolo di legno invece della sua; mentre Ray viaggia nel tempo per trovare un modo per raggiungere "il mondo tra i mondi", Finn prepara la celebrazione della Giornata della Vita con Poe, Jannah, Rose e Lando, in attesa dell'arrivo della famiglia di Chewbecca. Durante i suoi viaggi, Rey apprende dal fantasma di Yoda che la pazienza e la comprensione sono una parte importante dell'insegnamento a un Padawan; nel frattempo, Finn riesce a usare la spada laser di legno per impedire la caduta dell'albero del Giorno della Vita. Quando Rey torna a casa, permette a Finn di affettare l'arrosto del Giorno della Vita con la sua spada laser. Per errore, Finn taglia anche il tavolo, ma Rey lo rassicura che gli insegnerà a migliorarsi.

## Accoglienza
Il personaggio di Finn e l'interpretazione di Boyega sono stati elogiati dalla critica e dal pubblico, in particolar modo per i suoi tempismi comici e la chimica con gli altri personaggi.
Drew McWeeny di HitFix ha osservato che Boyega "ha una fantastica combinazione di paura egoistica ed eroismo riluttante"; Peter Travers di Rolling Stone ha descritto Finn come "fortemente comico e astuto". Robbie Collin ha scritto che Boyega "ha un incrocio molto divertente di coraggio, ansia ed aspirante eroismo", notando come Finn "nonostante sia coraggioso, affascinante e divertente vuole solo essere considerato l'audace combattente per la libertà che non è del tutto sicuro di essere tagliato per essere". Alcuni recensori sono stati più critici, ritenendo Finn l'unico anello debole de Il risveglio della Forza in quanto "oscilla eccessivamente tra impulsi nobili e codardia".
Il personaggio è stato anche soggetto a insulti razzisti da parte di alcuni fan online, a cui Boyega ha risposto: "Non perderò il sonno per certe persone". Dopo che il primo trailer è stato presentato in anteprima, Boyega ha risposto alle critiche con: "A chi potrebbe interessare... Abituati" e ha inoltre commentato "Tutti i film che ho fatto hanno avuto ricevuto critiche sulle mentalità stereotipate. Si basa sull'indurre le persone ad abbandonare uno stato mentale prevenuto e a rendersi conto: "Oh merda, stiamo solo osservando persone normali". In risposta a coloro che desideravano boicottare il film per i loro disaccordi con l'esistenza di uno stormtrooper nero, Boyega ha risposto: "Sono orgoglioso della mia eredità e nessun uomo può portarmela via. Non sono stato educato alla paura persone con opinioni divergenti. Sono semplicemente vittime di una malattia nella loro mente".
Nel 2016, Boyega è stato candidato per il Saturn Award come miglior attore per la sua interpretazione di Finn.
Sono state sollevate delle critiche verso L'ascesa di Skywalker per il trattamento riservato ai personaggi non caucasici, tra cui Finn. Nel gennaio 2020 è trapelata la sceneggiatura dell'Episodio IX di Colin Trevorrow e Derek Connolly, intitolato Star Wars: Duel of the Fates. Alcune fonti dei media hanno affermato che i personaggi come Finn avevano più compiti da eseguire: nella sceneggiatura, Finn convinceva gli stormtrooper a disertare dal Primo Ordine e li guidava in battaglia contro di esso. La concept art del discorso di Finn mentre teneva una bandiera, così come i dialoghi del film non realizzato, sono stati condivisi sui social media e confrontati in modo molto positivo a un discorso tenuto da Boyega durante le proteste per il Black Lives Matter del 2020. Nel settembre 2020, John Boyega ha criticato pubblicamente Gli ultimi Jedi per aver messo da parte i personaggi non caucasici. Nel novembre 2020, ha rivelato che questo lo ha portato ad avere una "conversazione molto onesta" con la presidente della Lucasfilm Kathleen Kennedy, che ha sostenuto le sue affermazioni.